# Zigong (Philosoph)
Duanmu Ci (chinesisch 端木賜 / 端木赐, Pinyin Duānmù Cì, W.-G. Tuan-mu Tzʻŭ; 520-456 v. u. Z.), auch bekannt unter seinem zi  Zigong (子貢 / 子贡,  Zǐgòng,  Tzŭ-kung) war ein Philosoph im alten China. Er war ein Schüler von Meister Kong (Konfuzius). Zigong stammte aus dem Staat Wei (heute Puyang, Provinz Henan). Er soll sehr eloquent gewesen sein und reiste oft zwischen den Staaten hin und her. Im Shiji heißt es über ihn: 

「故子貢一出，存魯，亂齊，破吳，彊晉而霸越。子貢一使，使勢相破，十年之中，五國各有變。」

„In einem Aufwasch 	
 schützte Zigong Lu, verursachte Chaos in Qi, brach Wu, stärkte Jin und machte Yue zu einem Hegemon. Zigong spielte in einer Mission die strategischen Kräfte [der Staaten] gegeneinander aus, innerhalb von zehn Jahren gab es in all diesen fünf Staaten Umwälzungen.“

Die Schrift Kritik an zwölf Philosophen – d. h. das sechste Kapitel des Buches von Meister Xun  (Xunzi) – endet mit einem Loblied auf die Lehre von Konfuzius und dessen Schüler Zigong.